# Дмитриевка (Московская область)
 Дмитриевка  — деревня в городском округе Серебряные Пруды Московской области.

## География
Находится в южной части Московской области на расстоянии приблизительно 6 км на юго-восток по прямой от окружного центра поселка Серебряные Пруды.

## История
Известна с 1885 года, когда здесь было 22 двора. В начале XX века от деревни отделился поселок Дмитриевский. В период 2006—2015 годов входила в состав Успенского сельского поселения Серебряно-Прудского района. Ныне имеет дачный характер, рядом расположено одноименное садоводческое товарищество.

## Население
Постоянное население составлял 201 житель (1858 год), 63 в 2002 году (русские 97 %), 69 в 2010.